# 丁東浩
丁東浩（정동호，1990年3月7日—），韩国足球运动员，现效力于韓國K聯賽1球队水原FC。

## 俱乐部生涯
2008年，丁东浩参加日本职业足球联赛球队横滨水手的试训并成功留队，2009年和横滨水手正式签约。2009年3月25日，他在横滨水手和磐田喜悦的日职联赛中登场，完成职业生涯的首秀。2011年，丁东浩被租借至日本乙级球队鸟取飞翔锻炼，他成为球队的主力球员，并在2011年12月3日和爱媛FC的联赛中打进职业生涯的首个进球。
2012年1月，丁东浩租借加盟由日本教练冈田武史执教的中国足球超级联赛球队杭州绿城一年。

## 国际比赛生涯
丁东浩曾经代表韩国U-20参加2009年世青赛。他现在是韩国国奥队的成员。